# Mickaël Delage
Mickaël Delage (ur. 6 sierpnia 1985 w Libourne) – francuski kolarz szosowy i torowy, zawodnik należącej do dywizji UCI WorldTeams drużyny FDJ.
Jako junior wziął udział w mistrzostwach świata juniorów w kolarstwie torowym w Moskwie 2003, gdzie zdobył srebrny medal w jeździe na punkty – zwyciężył wtedy Australijczyk Miles Olman. W tym samym roku został mistrzem Francji w jeździe drużynowej wraz z Jonathanem Mouchelem, Yannickiem Marie i Mickaëlem Mallie. W 2004 r. wygrał w mistrzostwach Francji U-23 w jeździe na punkty. W 2006 roku zadebiutował w Giro d’Italia, kończąc wyścig na 129 miejscu, oraz wygrał jeden etap Tour de l’Avenir. W 2007 r. zadebiutował w Tour de France.

## Najważniejsze osiągnięcia

### kolarstwo torowe
2003
- 1. miejsce w mistrzostwach Francji juniorów (wyścig druż. na dochodzenie)
- 1. miejsce w mistrzostwach Francji juniorów (madison)

2004
- 1. miejsce w mistrzostwach Francji do lat 23 (wyścig punktowy)

2006
- 1. miejsce w mistrzostwach Francji (wyścig druż. na dochodzenie)

### kolarstwo szosowe
2006
- 1. miejsce na 1. etapie Tour de l’Avenir

2008
- 4. miejsce w Tour Down Under

2009
- 3. miejsce w Clásica de San Sebastián

2011
- 6. miejsce w Paryż-Tours

2012
- 3. miejsce w GP de la Somme

2013
- 1. miejsce w La Roue Tourangelle